# Навес за моторно превозно средство
Навесът за моторно превозно средство е покрита постройка предназначена най-често за предпазване на коли от външните метерелогични условия. Навесът за МПС не предпазва и съхранява колата толкова добре колкото гаража, тъй като няма четири стени. Може да бъде отделна структура или част от друга постройка. Разпространени са в САЩ, където се строят десетки хиляди всяка година.